# NGC 93
NGC 93 è una galassia a spirale barrata (Sb) situata in direzione della costellazione di Andromeda alla distanza di circa 247 milioni di anni luce.
È in interazione con la vicina galassia NGC 90 e la coppia è catalogata come Arp 65 nell'Atlas of Peculiar Galaxies.
Nel 2005 è stata studiata dai telescopi spaziali Spitzer e GALEX, rispettivamente nelle bande dell'infrarosso ed ultravioletto, mettendo in evidenza la distribuzione delle aree di formazione stellare rispetto a quelle dove risiedono stelle più vecchie.

## Note

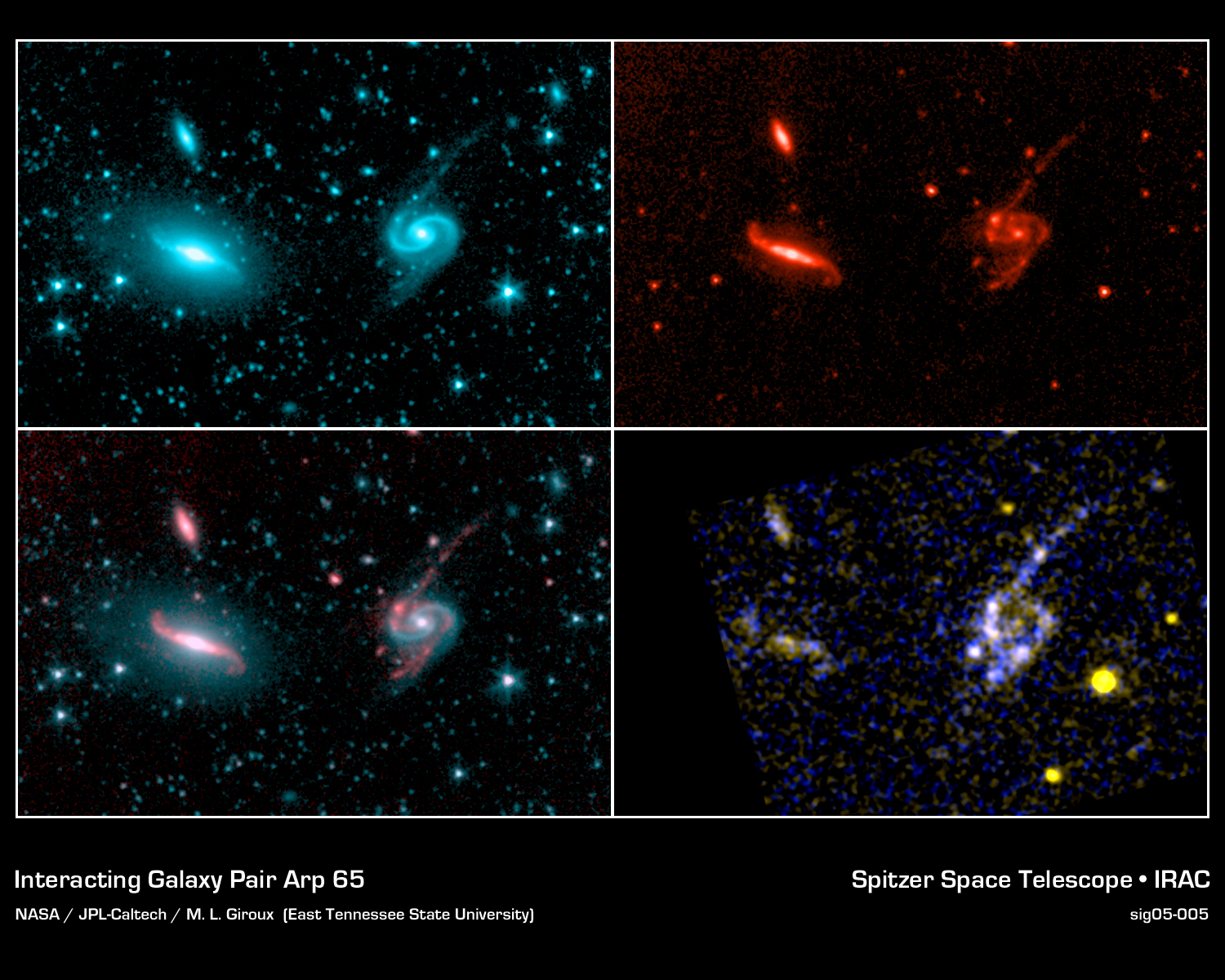
La coppia di galassie Arp 65 (NGC 90 a destra e NGC 93 a sinistra) viste nelle varie lunghezze d'onda dell'infrarosso e nell'ultravioletto